# Średnie Jezioro
Średnie Jezioro – jezioro w Polsce, w województwie warmińsko-mazurskim, w powiecie mrągowskim, w gminie Mrągowo.

## Położenie i charakterystyka
Jezioro leży na Pojezierzu Mrągowskim, natomiast w regionalizacji przyrodniczo-leśnej – w mezoregionie Pojezierza Mrągowskiego, w dorzeczu Dejna–Guber–Łyna–Pregoła. Znajduje się 2 km w kierunku zachodnim od Mrągowa. Nad jego południowym brzegiem leży osada Lasowiec. Ma połączenie poprzez rowy z jeziorem Piecuch na północy i Głębokim Jeziorem na południu.
Linia brzegowa mało rozwinięta. Na jeziorze, w jego północnej części, znajduje się wyspa o powierzchni 0,1 ha. Brzegi wysokie, głównie strome, W otoczeniu znajdują się lasy (na północy), a także pola uprawne i łąki.
Według typologii rybackiej zalicza się do jezior leszczowych.
Jezioro leży na terenie obwodu rybackiego Jeziora Głębokie w zlewni rzeki Łyna – nr 59.

## Morfometria
Według danych Instytutu Rybactwa Śródlądowego powierzchnia zwierciadła wody jeziora wynosi 14,1 ha. Średnia głębokość zbiornika wodnego to 3,8 m, a maksymalna – 11,6 m (punkt ten znajduje się w południowo-zachodniej części akwenu). Lustro wody znajduje się na wysokości 144,2 m n.p.m. Objętość jeziora wynosi 534,2 tys. m³. Maksymalna długość jeziora to 600 m, a szerokość 350 m. Długość linii brzegowej wynosi 1750 m.
Inne dane uzyskano natomiast poprzez planimetrię jeziora na mapach w skali 1:50 000 opracowanych w Państwowym Układzie Współrzędnych 1965, zgodnie z poziomem odniesienia Kronsztadt. Otrzymana w ten sposób powierzchnia zbiornika wodnego to 12,5 ha, a wysokość bezwzględna lustra wody – 144,3 m n.p.m.

## Przyroda
Jezioro leży na terenie obszaru chronionego krajobrazu Jezior Legińsko-Mrągowskich.